# Pathologische Wissenschaft
Unter pathologischer Wissenschaft versteht man nach dem Erfinder des Begriffs, dem Nobelpreisträger für Chemie Irving Langmuir (1881–1957), die Forschung an nicht existierenden Phänomenen, bei denen die wissenschaftliche Selbstkontrolle eine Zeit lang versagt. Aufgrund von Wunschdenken wird ein behauptetes Phänomen so ernst genommen, dass eine ansteigende Flut von Veröffentlichungen und Nachforschungen einsetzt, die dann aufgrund immer stärker werdender Zweifel schließlich zum Erliegen kommt.
Der Unterschied zur Pseudowissenschaft besteht darin, dass das Phänomen nicht vorausgesetzt und als wissenschaftlich anerkannt dargestellt wird, sondern eine scheinbar echte, verblüffende Entdeckung darstellt. Der Unterschied zur Parawissenschaft besteht darin, dass die Entdeckung in einem bereits etablierten Bereich stattfindet und diskutiert wird, dass also die Entdecker nicht von vornherein um die Anerkennung ihrer Arbeit kämpfen müssen.

## Kriterien
Langmuir zählte bei einem Vortrag im Knolls Atomic Power Laboratory (KAPL) am 18. Dezember 1953 mehrere Kriterien auf:
- Der maximal beobachtbare Effekt wird durch eine Ursache von kaum beobachtbarer Intensität hervorgerufen; die Größe des Effektes ist im Allgemeinen von der Größe der Ursache unabhängig.
- Der Effekt hat eine Größenordnung, die an der Grenze der Beobachtbarkeit liegt; es sind wegen der geringen statistischen Signifikanz der Resultate sehr viele Messungen notwendig.
- Es wird ein Anspruch auf sehr hohe experimentelle Genauigkeit erhoben.
- Phantastische Theorien, die oft der Erfahrung widersprechen, werden aufgestellt.
- Kritik wird mit Ad-hoc-Erklärungen erwidert.
- Das Verhältnis von Anhängern zu Kritikern steigt zunächst an, um dann graduell wieder gegen Null zu gehen.

## Beispiele
Oft genannte Beispiele für pathologische Wissenschaft sind:
- N-Strahlen
- Polywasser
- Außersinnliche Wahrnehmung
- Primo-Gefäßsystem
- Die kalte Kernfusion wird allgemein als pathologische Wissenschaft angesehen,  während es immer wieder aktuelle Konflikte darüber gibt,  ob die Kriterien erfüllt sind.[1]

## Gründe
Ein oft gemeinsamer Nenner sind emotionale Gründe, die zum Ernstnehmen eines Phänomens führen. Die Franzosen fühlten sich in der Zeit des Nationalismus durch die deutschen Erfolge brüskiert und eiferten um wissenschaftliche Neuentdeckungen. Es ist bezeichnend, dass die nach der Stadt Nancy benannten N-Strahlen hauptsächlich in Frankreich erforscht wurden. Beim Polywasser hatte es nach den Anfangserfolgen und der eigenen Selbstüberschätzung der russischen Wissenschaftler an der nötigen internen Kritik gefehlt; die vorhandenen Warnzeichen einiger Mitarbeiter wurden geflissentlich ignoriert. Es war für die sowjetischen Wissenschaftler wegen ihres jahrelangen persönlichen Einsatzes dann sehr schwer, die These fallenzulassen (siehe auch eskalierendes Commitment).